# Joeri Cortens

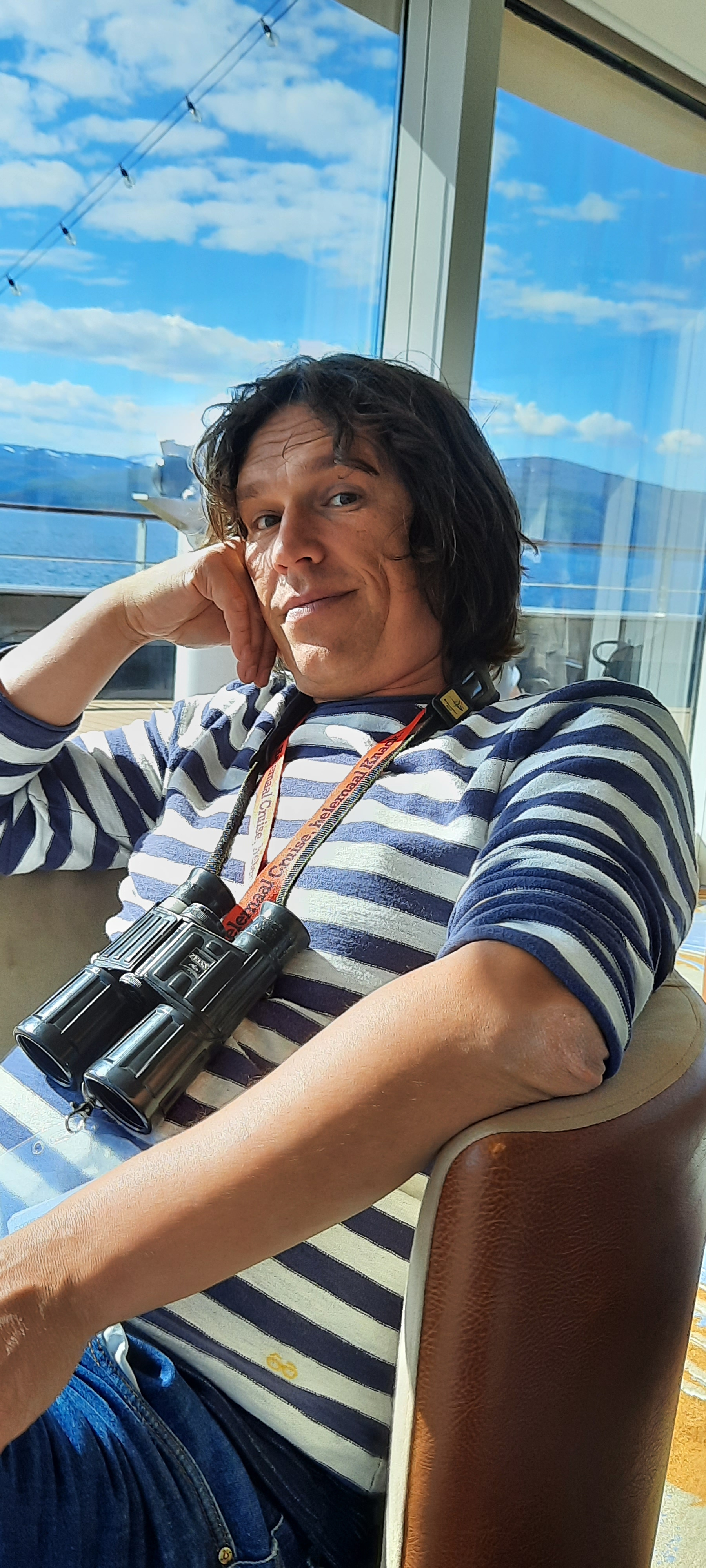

Joeri Cortens (27 april 1976) is een Belgische bioloog. Hij werkte als veldmedewerker van het departement Biologie van de Universiteit Antwerpen. Sinds 2006 is hij  als educatief medewerker verbonden aan natuurorganisatie Natuurpunt en geeft hij jaarlijks bijna 200 lezingen, cursussen en voorstellingen over natuurthema's.
Hij is bekend als co-presentator van het televisieprogramma Wild van dieren op VTM (2013-14) . Daarnaast was Cortens van 2015 tot en met 2016 als medepresentator te zien van het VIER-programma Het zijn net mensen. Sinds 2015 is Cortens een wekelijkse gast bij het Radio 2-programma Radio2 weekwatchers. Sedert 2023 heeft hij een wekelijkse rubriek in het Radio 1-programma "Nieuwe feiten"

## Radio en televisie
- Wild van dieren (VTM, 2013-2014)
- Het zijn net mensen (VIER, 2014-2017)
- Cooke & Verhulst Show (Play4, 2021)
- De madammen (Radio 2, 2013-2015)
- Radio2 weekwatchers (Radio 2, 2015-2020, 2021-2023)
- Wat een week! (Radio 2, 2020-2021)
- De Vijver van Siska (Radio 2, 2021)
- Schijtluizen (KETNET, 2021)
- Wekelijkse rubriek Joeri Buiten! bij “Nieuwe Feiten” (Radio 1, 2023-2024)

## Boeken
- De natuur in (Lannoo, 2020)